# Szkleniec (dopływ Białej)
Szkleniec, także Skleniec lub Śkleniec – potok, dopływ Białej. Wypływa na wysokości około 570 m na północno-zachodnich stokach Rogacza (828 m) w Beskidzie Małym. Początkowo spływa w kierunku północno-zachodnim, wkrótce jednak poniżej Łysej Przełęczy zakręca na południowy zachód i spływa doliną wciosową między Rogaczem a Łysą Górą. Na wysokości około 375 m uchodzi do Białej jako jej prawy dopływ. Następuje to w miejscu o współrzędnych 49°46′27″N 19°05′01″E/49,774167 19,083611.
Doliną potoku prowadzi szlak turystyczny. Przy szlaku tym, w pobliżu miejscu, gdzie przekracza on potok, znajduje się krzyż z figurą Chrystusa. Upamiętnia on miejsce, w którym pochowano Polaków poległych w walce ze Szwedami w czasach „potopu szwedzkiego”. 8 marca 1656 r. na naprędce wzniesionych tzw. mikuszowickich szańcach mieszkańcy Żywca i okoliczni chłopi stoczyli z nimi potyczkę. Mając zaledwie 150 ludzi usiłowali zatrzymać liczący 1100 żołnierzy oddział szwedzki, dowodzony przez gen. Jana Weyharda-Wrzesowicza. Tuż przed bitwą z oddziału szwedzkiego uciekła do mieszczan grupa polskich szlachciców, którzy wcześniej przyłączyli się do Szwedów. Ci zdołali zabić 13 z nich, bez trudu zdobyli bronione przez Polaków szańce oraz spalili Mikuszowice i Wilkowice. Przerażeni mieszkańcy Żywca oddali Szwedom miasto bez walki.
Szlak turystyczny
 Mikuszowice – dolina potoku Skleniec – Łysa Przełęcz. Czas przejścia: 30 min, ↓ 25 min.